# Винчестер (Илиноис)
Винчестер (енгл. Winchester) град је у америчкој савезној држави Илиноис. По попису становништва из 2010. у њему је живело 1.593 становника.

## Демографија
Према попису становништва из 2010. у граду је живело 1.593 становника, што је 57 (3,5%) становника мање него 2000. године.
| Група             | 2000.         | 2010.         |
| Белци             | 1.645 (99,7%) | 1.561 (98,0%) |
| Афроамериканци    | 0 (0,0%)      | 2 (0,1%)      |
| Азијати           | 0 (0,0%)      | 1 (0,1%)      |
| Хиспаноамериканци | 3 (0,2%)      | 11 (0,7%)     |
| Укупно            | 1.650         | 1.593         |